# Namazonurus
Namazonurus is een geslacht van hagedissen uit de familie gordelstaarthagedissen (Cordylidae).

## Naam
De groep werd voor het eerst wetenschappelijk beschreven door Edward L. Stanley, Aaron Matthew Bauer, Todd R. Jackman, William Roy Branch en Pieter Le Fras Nortier Mouton in 2011. Alle soorten werden oorspronkelijk ingedeeld bij het niet langer erkende geslacht Zonurus en later bij de gordelstaarthagedissen (geslacht Cordylus). Hierdoor worden er in de literatuur verschillende namen gebruikt.

## Uiterlijke kenmerken
De verschillende soorten lijken op de echte gordelstaarthagedissen (geslacht Cordylus). De schubben zijn sterk gekield, aan de nek zijn enkele stekels aanwezig. Ook de staart is voorzien van duidelijke stekels, vooral aan de staartbasis. De soort Namazonurus peersi vertoont melanisme en heeft een gitzwarte kleur. Hierdoor kan het dier sneller opwarmen in de zon. Alle soorten zijn eierlevendbarend en baren levende jongen. Het aantal varieert van één tot acht jongen per keer.

## Verspreiding en habitat
Er zijn vijf soorten die voorkomen in delen van zuidelijk Afrika en leven in de landen Namibië en Zuid-Afrika. Het zijn bewoners van droge, rotsige streken.

## Soortenlijst
| Soorten uit het geslacht Namazonurus | Soorten uit het geslacht Namazonurus | Soorten uit het geslacht Namazonurus |
| ------------------------------------ | ------------------------------------ | ------------------------------------ |
| Naam                                 | Auteur                               | Verspreidingsgebied                  |
| Namazonurus campbelli                | FitzSimons, 1938                     | Namibië, Zuid-Afrika                 |
| Namazonurus lawrenci                 | FitzSimons, 1939                     | Zuid-Afrika                          |
| Namazonurus namaquensis              | Methuen & Hewitt, 1914               | Namibië, Zuid-Afrika                 |
| Namazonurus peersi                   | Hewitt, 1932                         | Zuid-Afrika                          |
| Namazonurus pustulatus               | Peters, 1862                         | Namibië                              |